# Pedro de Aycinena y Piñol
Pedro de Aycinena y Piñol (ur. w 1802, zm. w 1897) – tymczasowy prezydent Gwatemali po śmierci pierwszego prezydenta tego kraju, Rafaela Carrery Turciosa, od 14 kwietnia do 24 maja 1865.